# 皆川芳嗣
皆川 芳嗣（みながわ よしつぐ、1954年4月27日 - ）は、日本の農林官僚。農林水産省関東農政局長、林野庁長官などを歴任し、2012年9月から2015年8月まで農林水産事務次官を務めた。

## 来歴
1954年、福島県いわき市で生まれる。高校は岩手県立盛岡一高に入学し、その後転校をして都立小山台高校を卒業している。東京大学に進学し、1977年に東大経済学部を卒業。翌1978年農林省入省。1990年から1993年まで兵庫県農林水産部に出向し、県の農業農村整備に携わる。2010年7月 林野庁長官、2012年9月 農林水産事務次官に就任。2024年、瑞宝重光章受章。

## 略歴
- 1954年 - 福島県で生まれる
- 1973年3月 - 東京都立小山台高等学校卒業
- 1977年3月 - 東京大学経済学部卒業
- 1978年4月 - 農林省入省
- 畜産局畜政課金融税制係長[5]
- 1985年10月 -  林野庁指導部森林保全課森林保険損害評価官
- 1985年11月 - 大臣官房秘書課監査官
- 1988年10月 - 農蚕園芸局企画課課長補佐(総括)
- 1990年9月 - 兵庫県農林水産部振興室長
- 1993年 - 大臣官房総務課調査官(兼企画室)
- 食糧庁総務部総務課調査官
- 1997年4月 - 農林水産省農産園芸局企画課長[3]
- 2000年1月 - 農林水産省構造改善局農政部管理課長
- 2001年1月 - 農林水産省農村振興局計画部土地改良企画課長
- 2002年1月 - 農林水産省農村振興局総務課長
- 2003年1月 - 農林水産省大臣官房企画評価課長
- 2004年7月 - 農林水産省大臣官房審議（兼）生産局
- 2005年12月 - 農林水産省大臣官房政策評価審議（兼）生産局（兼）経営局
- 2006年1月 - 農林水産省総合食料局食糧部長
- 2007年7月 - 林野庁次長
- 2008年7月 - 農林水産省農村振興局次長
- 2009年1月 - 農林水産省関東農政局長
- 2010年7月 - 林野庁長官
- 2012年9月 - 農林水産省事務次官
- 2015年8月 - 農林水産省顧問
- 2016年4月 - （株）農林中金総合研究所 顧問
- 2016年6月 - （株）農林中金総合研究所 理事長
- 2020年10月 - 農福連携等応援コンソーシアム 会長[6]